# Gratial
Gratial (av latin: gratia, nåd) var i äldre tid den pension från Vadstena krigsmanshuskassa, som tilldelades korpraler och soldater som erhållit avsked från svenska armén. Dessa kallades stundom gratialister. Pensionerna utdelades ända till 1905 vid så kallade gratialistmöten, vilka hölls i december och juni eller i januari och juli på vissa bestämda ställen inom varje regementes område.
Gratial kunde även avse understöd från Flottans pensionskassa åt änkor och barn efter tjänstemän och gemenskap vid svenska flottan.
Stiftelsen Sveriges sjömanshus utdelar än idag (2016) gratial som ekonomisk förstärkning till sjömän. För att komma i åtnjutande av detta gratial krävs ansökan. Utlandsboende gratialister måste årligen genom intyg från boendelandets svenska ambassad bevisa, att de fortfarande lever. Efter en gratialists frånfälle kan beloppet från närmast följande utbetalningsperiod utgå till efterlevande nära anhörig.
Gratialisterna kunde även få ut en uniform som liknade den för samtidens svenska armé. År 1712 talas bl.a. om officersrockar för gratialister samt rockar för dito pastorer etc.